# Saifawa
Saifawa (Sefuwa) var en långvarig dynasti som regerade Kanem-Bornuimperiet i Afrika under medeltiden. Den första kungen i dynastin hette Dougan.
Den sista kungen i dynastin, Ali IV Dalatumi, förlorade tronen 1846.